# Charaxes obscuratus
Charaxes obscuratus är en fjärilsart som beskrevs av Suffert 1904. Charaxes obscuratus ingår i släktet Charaxes och familjen praktfjärilar. Inga underarter finns listade i Catalogue of Life.